# Hoedts patrijsduif
Hoedts patrijsduif (Pampusana hoedtii synoniem: Gallicolumba hoedtii) is een vogel uit de familie van de duiven van het geslacht Pampusana. Het is een bedreigde, endemische vogelsoort in het oosten van de kleine Soenda-eilanden (Timor en Wetar, Indonesië). De vogel werd in 1871 door Hermann Schlegel beschreven en als eerbetoon vernoemd naar de natuuronderzoeker en koloniaal ambtenaar op de Molukken, Dirk Samuel Hoedt.

## Kenmerken
De vogel is 27 cm lang. Het mannetje is licht blauwgrijs gekleurd op de kop, dit grijs wordt naar onder toe geleidelijk grijswit en op de borst roomkleurig wit. De buik is zwartbruin, van boven is de vogel kastanjebruin. Het vrouwtje is egaal dofbruin met een roestkleurige kop, hals en borst. De poten zijn donkerpaars en de snavel is zwart. 

## Verspreiding en leefgebied
Deze soort is endemisch op Timor en Wetar.  Het leefgebied is moessonbos in laagland tot hoogstens 950 meter boven zeeniveau.

## Status
Hoedts patrijsduif heeft een beperkt verspreidingsgebied en daardoor is de kans op uitsterven aanwezig. De grootte van de populatie werd in 2016 door BirdLife International geschat op 1500 tot 7000 volwassen individuen en de populatie-aantallen nemen af door habitatverlies. Het leefgebied is grotendeels aangetast door ontbossing waarbij natuurlijk bos wordt omgezet in gebied voor agrarisch gebruik. Om deze redenen staat deze soort als bedreigd op de Rode Lijst van de IUCN.